# Lindbergia serrulata
Lindbergia serrulata là một loài Rêu trong họ Leskeaceae. Loài này được C. Gao, T. Cao & W.H. Wang mô tả khoa học đầu tiên năm 2002.